# Wolica (rejon żółkiewski)
Wolica (ukr. Волиця, Wołycia; do 18 lipca 1946  Wólka Mazowiecka) – wieś na Ukrainie, w rejonie lwowskim (wczesniej w rejonie żółkiewskim) obwodu lwowskiego, nad rzeką Ratą. Wieś liczy około 2200 mieszkańców.
W II Rzeczypospolitej do 1934 samodzielna gmina jednostkowa. Następnie należała do zbiorowej wiejskiej gminy Hujcze w powiecie rawskim w woj. lwowskim. Po wojnie wieś weszła w struktury administracyjne Związku Radzieckiego.